# Annons-Krantz

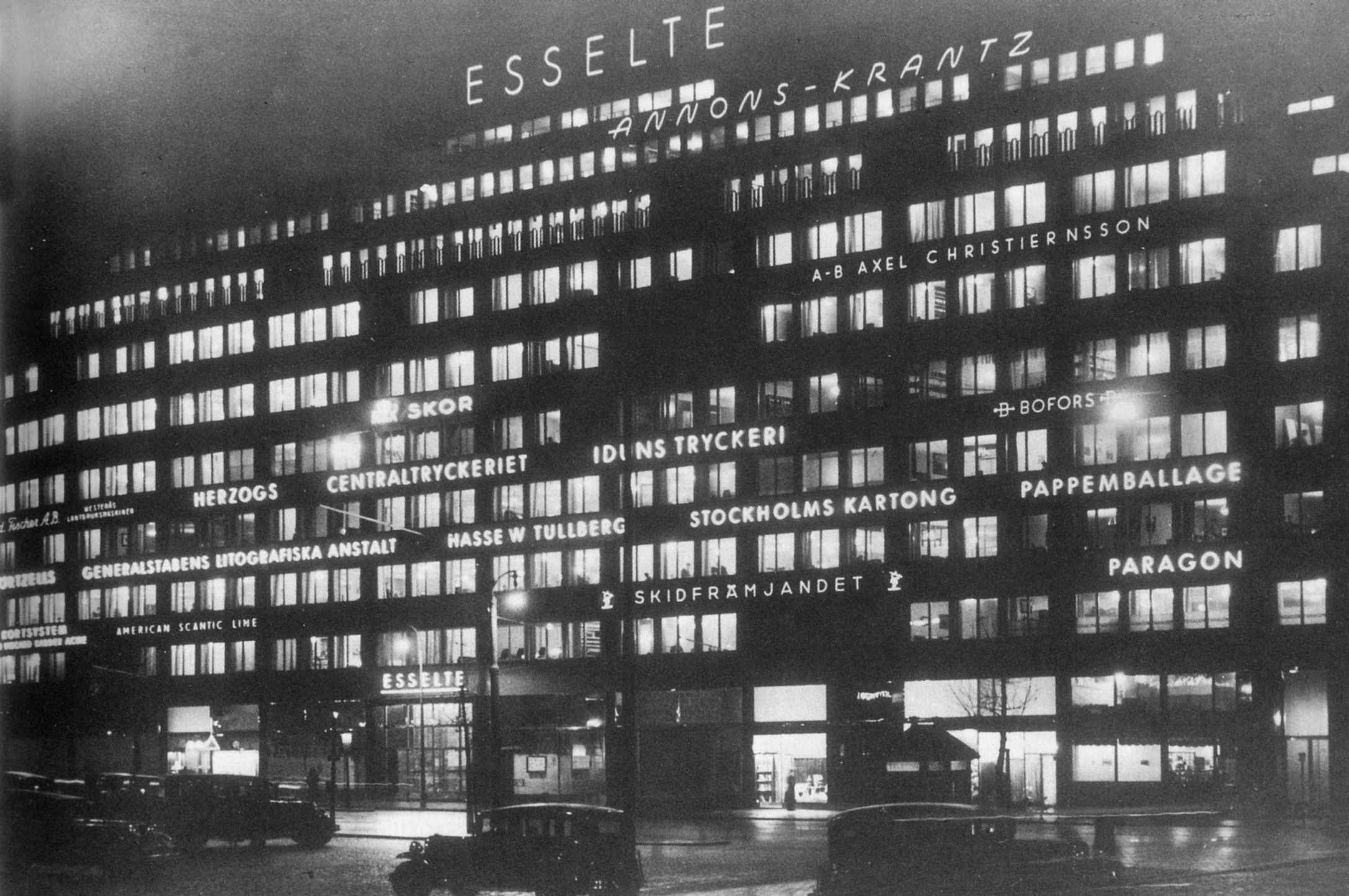
Annons-Krantz hade sin verksamhet i Stockholm förlagd till Esseltehuset.

Annons-Krantz var en svensk annonsbyrå grundad 1918 i Göteborg och senare även verksam i Stockholm samt med filial i Malmö.
Annons-Krantz grundades 1918 av Hugo R Krantz med namnet Annonsbyrån Hugo Krantz AB. Krantz hade tidigare arbetat på S Gumælius annonsbyrå AB. Namnet Annons-Krantz tog man 1944. Företaget växte snabbt under 1920-talet och lyckades få flera stora orders som Sunlight-kampanjen. En stor framgång blev försäljningen av annonser till telefonkatalogen och företaget avancerade till att vara Sveriges nästa största annonsbyrå efter Gumælius. 1929 köpte Krantz Annonsbyrån Sten AB i Stockholm som då ägdes av Sveriges industriförbund. Detta gjorde att bolagets verksamhet alltmer flyttades över till Stockholm.
Annonsbyråns verksamhet upphörde 2004. Fram till omkring 2010 fanns neonskylten Annons-Krantz vid Kungsportsplatsen i Göteborg. 